# Xã Grainfield, Quận Towner, Bắc Dakota
Xã Grainfield (tiếng Anh: Grainfield Township) là một xã thuộc quận Towner, tiểu bang Bắc Dakota, Hoa Kỳ. Năm 2010, dân số của xã này là 36 người.